# Associazione Sportiva Roma 2020-2021 (femminile)
Questa voce raccoglie le informazioni riguardanti la squadra femminile dell'Associazione Sportiva Roma nelle competizioni ufficiali della stagione 2020-2021.

## Stagione
Quella del 2020-2021 è la terza stagione in Serie A femminile della Roma. Il 17 agosto 2020 un gruppo imprenditoriale americano, The Friedkin Group, acquisisce il club. Il primo presidente della nuova proprietà è Dan Friedkin, amministratore delegato della Gulf States Toyota Distributors. Rispetto alle due stagioni precedenti, la Roma è stata ammessa all'edizione 2020 della Supercoppa italiana, visto che la FIGC ha ammesso alla competizione le prime quattro classificate al termine della Serie A 2019-2020.

## Divise e sponsor
Lo sponsor tecnico è Nike, il main sponsor Qatar Airways e il back sponsor Hyundai. La divisa primaria della Roma è costituita da maglia rossa con fasce orizzontali nella metà superiore rosso scuro, rosso, arancione e giallo, calzoncini e calzettoni rossi. La divisa away per la stagione seguente, costituita da maglia avorio con colletto a polo rosso con dettagli giallorossi, bordi manica rossi e strisce laterali rosse, calzoncini rossi e calzettoni bianchi con decorazioni giallorosse. La terza divisa è formata da maglia, calzoncini e calzettoni neri con dettagli arancioni. La Roma dispone di quattro divise per i portieri, una verde, una arancione, una grigia e una blu, tutte con dettagli neri.
| Casa | Trasferta | Trasferta (alternativa) | Terza divisa | 1ª portiere | 2ª portiere | 3ª portiere | 4ª portiere |

## Organigramma societario
Di seguito l'organigramma societario.
Area direttiva
- Presidente: James Pallotta, poi Dan Friedkin[3]
- Vicepresidente esecutivo: Mauro Baldissoni,[14] poi Ryan Friedkin
- Direttore sportivo: Gianluca Petrachi (fino al 18 giugno 2020)[15]
- Direttore tecnico: Franco Baldini (fino al 17 agosto 2020)[3]
- Amministratore delegato: Guido Fienga
- Direttore generale: Tiago Pinto[16]
- Consiglieri: Franco Baldini,[17] Charlotte Beers,[17] Gianluca Cambareri,[17] Richard D'Amore,[17] John Galantic,[14] Stanley Gold,[14] Mia Hamm,[14] Cristina Mazzamuro,[14] Benedetta Navarra,[14] Barry Sternlicht,[17] Alba Tull,[1] Ryan Friedkin,[1] Marc Watts,[1] Eric Williamson,[1] Ana Dunkel.[1][14]
- Presidente del collegio sindacale: Claudia Cattani[14]
- Comitato nomine e remunerazioni e Comitato per il controllo interno e la gestione dei rischi: Benedetta Navarra,[18] Mirella Pellegrini,[18] Ines Gandini[18]
- Sindaci effettivi del collegio sindacale: Massimo Gambini,[14] Pietro Mastrapasqua[14]
- Sindaci supplenti del collegio sindacale: Riccardo Gabrielli,[14] Manuela Patrizi[14]
- Società di revisione: BDO[14]

Area tecnica
- Allenatore: Elisabetta Bavagnoli
- Vice allenatore: Leonardo Montesano
- Collaboratore: Riccardo Ciocchetti
- Mauro Patrizi: Preparatore portieri
- Medico sociale: Paola Sbriccoli
- Fisioterapista: Andrea Mangino
- Magazziniere: Stefano Corti
- Team manager: Ilaria Inchingolo
- Segretario: Andrea Rubiolo
- Direttore organizzativo: Carlo Stigliano

## Rosa
Rosa come da sito ufficiale.
| N. |                     | Ruolo | Calciatrice              |
| -- | ------------------- | ----- | ------------------------ |
| 1  | Italia (bandiera)   | P     | Rachele Baldi            |
| 3  | Nigeria (bandiera)  | D     | Osinachi Ohale           |
| 4  | Italia (bandiera)   | D     | Angelica Soffia          |
| 5  | Svizzera (bandiera) | C     | Vanessa Bernauer         |
| 7  | Brasile (bandiera)  | A     | Andressa Alves           |
| 8  | Norvegia (bandiera) | C     | Andrine Hegerberg        |
| 9  | Italia (bandiera)   | A     | Maria Zecca              |
| 9  | Svezia (bandiera)   | A     | Marija Banusic           |
| 10 | Italia (bandiera)   | C     | Manuela Giugliano        |
| 11 | Slovenia (bandiera) | C     | Kaja Eržen               |
| 12 | Romania (bandiera)  | P     | Camelia Ceasar           |
| 13 | Italia (bandiera)   | D     | Elisa Bartoli (capitano) |
| 15 | Italia (bandiera)   | A     | Annamaria Serturini      |
| 16 | Italia (bandiera)   | D     | Claudia Ciccotti         |

| N. |                     | Ruolo | Calciatrice                      |
| -- | ------------------- | ----- | -------------------------------- |
| 19 | Francia (bandiera)  | A     | Lindsey Thomas                   |
| 20 | Italia (bandiera)   | C     | Giada Greggi                     |
| 21 | Italia (bandiera)   | P     | Rosalia Pipitone (vice capitano) |
| 22 | Italia (bandiera)   | A     | Agnese Bonfantini                |
| 24 | Italia (bandiera)   | D     | Heden Corrado                    |
| 25 | Giamaica (bandiera) | D     | Allyson Swaby                    |
| 29 | Spagna (bandiera)   | A     | Paloma Lázaro                    |
| 30 | Italia (bandiera)   | C     | Emma Severini                    |
| 32 | Italia (bandiera)   | D     | Elena Linari                     |
| 34 | Italia (bandiera)   | A     | Alice Corelli                    |
| 44 | Italia (bandiera)   | D     | Tecla Pettenuzzo                 |
| 45 | Italia (bandiera)   | C     | Alessandra Massa                 |
| 50 | Italia (bandiera)   | D     | Elena Battistini                 |
| 92 | Italia (bandiera)   | A     | Serena Landa                     |

## Calciomercato

### Sessione estiva
| Acquisti | Acquisti           | Acquisti   | Acquisti      |
| R.       | Nome               | da         | Modalità      |
| -------- | ------------------ | ---------- | ------------- |
| P        | Rachele Baldi      | Empoli     | definitivo    |
| D        | Osinachi Ohale     | Tacón      | definitivo    |
| C        | Flaminia Simonetti | Empoli     | fine prestito |
| A        | Serena Landa       | Roma CF    | definitivo    |
| A        | Paloma Lázaro      | Fiorentina | definitivo    |

| Cessioni | Cessioni            | Cessioni | Cessioni      |
| R.       | Nome                | a        | Modalità      |
| -------- | ------------------- | -------- | ------------- |
| P        | Valentina Casaroli  |          | fine carriera |
| D        | Eleonora Cunsolo    |          | svincolata    |
| D        | Federica Di Criscio | Napoli   | svincolata    |
| D        | Petronella Ekroth   |          | svincolata    |
| D        | Amalie Thestrup     |          | svincolata    |
| C        | Manuela Coluccini   |          | svincolata    |
| C        | Flaminia Simonetti  | Inter    | in prestito   |

### Sessione invernale
| Acquisti | Acquisti       | Acquisti    | Acquisti   |
| R.       | Nome           | da          | Modalità   |
| -------- | -------------- | ----------- | ---------- |
| D        | Elena Linari   | Bordeaux    | definitivo |
| A        | Marija Banusic | Montpellier | definitivo |

| Cessioni | Cessioni       | Cessioni        | Cessioni    |
| R.       | Nome           | a               | Modalità    |
| -------- | -------------- | --------------- | ----------- |
| D        | Osinachi Ohale | Madrid CFF      | [ 37 ]      |
| A        | Maria Zecca    | Pink Sport Time | in prestito |
| A        | Serena Landa   | San Marino      | in prestito |

## Risultati

### Serie A

#### Girone di andata
| Arbitro: | Galipò (Firenze) |

|            |           |            |
| Pirone 67’ | Marcatori | 20’ Lázaro |

| Arbitro: | Frascaro (Firenze) |

|                                      |           |  |
| Andressa Alves 69’ (rig.) Lázaro 88’ | Marcatori |  |

| Arbitro: | Maggio (Lodi) |

|                                        |           |  |
| Prugna 50’ (rig.) Glionna 90+6’ (rig.) | Marcatori |  |

| Arbitro: | Emmanuele (Pisa) |

|                            |           |  |
| Serturini 41’ Lázaro 45+1’ | Marcatori |  |

| Arbitro: | Gualtieri (Asti) |

|               |           |                 |
| Marinelli 69’ | Marcatori | 45+1’ Serturini |

| Arbitro: | Repace (Perugia) |

|                          |           |                               |
| Barbieri 42’ (rig.), 45’ | Marcatori | 10’, 44’ Lázaro 88’ Serturini |

| Arbitro: | Carella (Bari) |

|                          |           |                          |
| Lázaro 17’ Serturini 66’ | Marcatori | 11’ Sabatino 80’ Bonetti |

| Arbitro: | Perenzoni (Rovereto) |

|                     |           |  |
| Giacinti 70’ (rig.) | Marcatori |  |

| Arbitro: | Zamagni (Cesena) |

|               |           |                |
| Serturini 15’ | Marcatori | 75’ Martinovic |

| Arbitro: | Ferrieri Caputi (Livorno) |

|                                          |           |               |
| Girelli 12’, 36’ Sembrant 25’ Hurtig 89’ | Marcatori | 27’ Serturini |

| Arbitro: | Costanza (Agrigento) |

|                                                     |           |                                  |
| Serturini 22’ Andressa Alves 35’ (rig.) Bartoli 64’ | Marcatori | 14’ Popadinova 56’ (rig.) Huchet |

#### Girone di ritorno
| Arbitro: | Tremolada (Monza) |

|                                 |           |  |
| Giugliano 5’ Andressa Alves 41’ | Marcatori |  |

| Arbitro: | Pascarella (Nocera Inferiore) |

|  |           |                                                                |
|  | Marcatori | 29’ Bartoli 37’ Lázaro 52’ Giugliano 61’ (rig.) Andressa Alves |

| Arbitro: | Calzavara (Varese) |

|                          |           |  |
| Lázaro 42’ Giugliano 80’ | Marcatori |  |

| Arbitro: | Crezzini (Siena) |

|           |           |  |
| Mella 51’ | Marcatori |  |

| Arbitro: | Vergaro (Bari) |

|                                               |           |                                         |
| Thomas 13’ Swaby 33’ Ciccotti 46’ Banusic 72’ | Marcatori | 61’ Tarenzi 77’ Pandini 90+3’ Marinelli |

| Arbitro: | Cudini (Fermo) |

|                                |           |  |
| Serturini 21’ Bonfantini 90+4’ | Marcatori |  |

| Arbitro: | Pirrotta (Barcellona Pozzo di Gotto) |

|           |           |                                    |
| Baldi 21’ | Marcatori | 66’ (rig.) Giugliano 69’ Serturini |

| Roma 1º maggio 2021, ore 15:00 CEST 19ª giornata | Roma                | 0 – 0 referto | Milan | Stadio Tre Fontane\| Arbitro: \| Angelucci (Foligno) \| |
| Arbitro:                                         | Angelucci (Foligno) |               |       |                                                         |

| Arbitro: | Scarpa (Collegno) |

|                    |           |           |
| Cantore 45’ (rig.) | Marcatori | 9’ Linari |

| Arbitro: | Delrio (Reggio Emilia) |

|  |           |              |
|  | Marcatori | 52’ Bonansea |

| Arbitro: | Nicolini (Brescia) |

|                                |           |                       |
| Rijsdijk 64’ Huchet 88’ (rig.) | Marcatori | 21’ Linari 61’ Thomas |

### Coppa Italia
| Arbitro: | Menicucci (Lanciano) |

|  |           |                                                             |
|  | Marcatori | 14’, 21’, 60’ Andressa 69’ Massa 82’ Landa 84’, 86’ Corelli |

| Arbitro: | Marin (Portogruaro) |

|  |           |                                                                     |
|  | Marcatori | 20’ Ohale 23’ Hegerberg 30’ Giugliano 62’ Bonfantini 90+3’ Severini |

| Arbitro: | Angelucci (Foligno) |

|  |           |                                           |
|  | Marcatori | 6’, 30’ Lázaro 45’ Serturini 48’ Andressa |

| Arbitro: | Vergaro (Bari) |

|                                                                              |           |             |
| Andressa 3’ (rig.) Bonfantini 10’, 24’ Thomas 34’ Serturini 41’ Severini 76’ | Marcatori | 14’ Cantore |

| Arbitro: | Rutella (Enna) |

|                         |           |            |
| Serturini 2’ Thomas 88’ | Marcatori | 49’ Hurtig |

| Arbitro: | Colombo (Como) |

|                                             |           |                       |
| Junge Pedersen 18’ Girelli 90+2’ Gama 90+6’ | Marcatori | 77’ Thomas 82’ Lázaro |

| Arbitro: | Marotta (Sapri) |

|                                       |                      |                                     |
| Boquete Agard Grimshaw Tucceri Cimini | Tiri di rigore 1 – 3 | Giugliano Serturini Linari Bernauer |

### Supercoppa italiana
| Arbitro: | Marcenaro (Genova) |

|                           |           |           |
| Bonansea 23’ Girelli 116’ | Marcatori | 48’ Swaby |

## Statistiche

### Statistiche di squadra
| Competizione        | Punti | In casa | In casa | In casa | In casa | In casa | In casa | In trasferta | In trasferta | In trasferta | In trasferta | In trasferta | In trasferta | Totale | Totale | Totale | Totale | Totale | Totale | DR  |
| Competizione        | Punti | G       | V       | N       | P       | Gf      | Gs      | G            | V            | N            | P            | Gf           | Gs           | G      | V      | N      | P      | Gf     | Gs     | DR  |
| ------------------- | ----- | ------- | ------- | ------- | ------- | ------- | ------- | ------------ | ------------ | ------------ | ------------ | ------------ | ------------ | ------ | ------ | ------ | ------ | ------ | ------ | --- |
| Serie A             | 37    | 11      | 7       | 3       | 1       | 20      | 9       | 11           | 3            | 4            | 4            | 15           | 16           | 22     | 10     | 7      | 5      | 35     | 25     | +10 |
| Coppa Italia        | -     | 2       | 2       | 0       | 0       | 8       | 2       | 4            | 3            | 0            | 1            | 18           | 3            | 7      | 5      | 1      | 1      | 26     | 5      | +21 |
| Supercoppa italiana | -     | -       | -       | -       | -       | -       | -       | -            | -            | -            | -            | -            | -            | 1      | 0      | 0      | 1      | 1      | 2      | -1  |
| Totale              | -     | 13      | 9       | 3       | 1       | 28      | 11      | 16           | 6            | 4            | 6            | 33           | 19           | 30     | 15     | 8      | 7      | 62     | 32     | +30 |

### Andamento in campionato
| Giornata  | 1 | 2 | 3 | 4 | 5 | 6 | 7 | 8 | 9 | 10 | 11 | 12 | 13 | 14 | 15 | 16 | 17 | 18 | 19 | 20 | 21 | 22 |
| --------- | - | - | - | - | - | - | - | - | - | -- | -- | -- | -- | -- | -- | -- | -- | -- | -- | -- | -- | -- |
| Luogo     | T | C | T | C | T | T | C | T | C | T  | C  | C  | T  | C  | T  | C  | C  | T  | C  | T  | C  | T  |
| Risultato | N | V | P | V | N | V | N | P | N | P  | V  | V  | V  | V  | P  | V  | V  | V  | N  | N  | P  | N  |
| Posizione | 6 | 4 | 6 | 6 | 6 | 5 | 4 | 6 | 6 | 7  | 6  | 6  | 5  | 4  | 4  | 4  | 4  | 4  | 4  | 4  | 4  | 5  |

Legenda:

Luogo: C = Casa; T = Trasferta. Risultato: V = Vittoria; N = Pareggio; P = Sconfitta.

### Statistiche delle giocatrici
| Giocatore     | Serie A  | Serie A | Serie A     | Serie A    | Coppa Italia | Coppa Italia | Coppa Italia | Coppa Italia | Supercoppa italiana | Supercoppa italiana | Supercoppa italiana | Supercoppa italiana | Totale   | Totale | Totale      | Totale     |
| Giocatore     | Presenze | Reti    | Ammonizioni | Espulsioni | Presenze     | Reti         | Ammonizioni  | Espulsioni   | Presenze            | Reti                | Ammonizioni         | Espulsioni          | Presenze | Reti   | Ammonizioni | Espulsioni |
| ------------- | -------- | ------- | ----------- | ---------- | ------------ | ------------ | ------------ | ------------ | ------------------- | ------------------- | ------------------- | ------------------- | -------- | ------ | ----------- | ---------- |
| A. Andressa   | 15       | 4       | 0           | 0          | 6            | 5            | 0            | 0            | 1                   | 0                   | 1                   | 0                   | 22       | 9      | 1           | 0          |
| R. Baldi      | 9        | -11     | 0           | 1          | 2            | -1           | 0            | 0            | 1                   | -1                  | 0                   | 0                   | 12       | -13    | 0           | 1          |
| M. Banusic    | 5        | 1       | 1           | 0          | 4            | 0            | 0            | 0            | -                   | -                   | -                   | -                   | 9        | 1      | 1           | 0          |
| E. Bartoli    | 19       | 2       | 2           | 1          | 5            | 0            | 0            | 0            | 1                   | 0                   | 0                   | 0                   | 25       | 2      | 2           | 1          |
| E. Battistini | 0        | 0       | 0           | 0          | 1            | 0            | 0            | 0            | -                   | -                   | -                   | -                   | 1        | 0      | 0           | 0          |
| V. Bernauer   | 15       | 0       | 3           | 0          | 7            | 0            | 2            | 0            | 0                   | 0                   | 0                   | 0                   | 22       | 0      | 5           | 0          |
| A. Bonfantini | 20       | 1       | 1           | 0          | 5            | 3            | 0            | 0            | 1                   | 0                   | 0                   | 0                   | 26       | 4      | 1           | 0          |
| C. Ceasar     | 13       | -13     | 0           | 0          | 5            | -4           | 0            | 0            | 1                   | -1                  | 0                   | 1                   | 19       | -18    | 0           | 1          |
| C. Ciccotti   | 14       | 1       | 1           | 0          | 2            | 0            | 0            | 0            | 1                   | 0                   | 1                   | 0                   | 17       | 1      | 2           | 0          |
| A. Corelli    | 11       | 0       | 1           | 0          | 4            | 1            | 0            | 0            | 1                   | 0                   | 0                   | 0                   | 16       | 1      | 1           | 0          |
| H. Corrado    | 0        | 0       | 0           | 0          | 3            | 0            | 0            | 0            | 0                   | 0                   | 0                   | 0                   | 3        | 0      | 0           | 0          |
| K. Eržen      | 13       | 0       | 2           | 0          | 5            | 0            | 0            | 0            | 1                   | 0                   | 1                   | 0                   | 19       | 0      | 3           | 0          |
| M. Giugliano  | 21       | 4       | 4           | 0          | 6            | 1            | 1            | 0            | 1                   | 0                   | 0                   | 0                   | 28       | 5      | 5           | 0          |
| G. Greggi     | 4        | 0       | 0           | 0          | 1            | 0            | 0            | 0            | -                   | -                   | -                   | -                   | 5        | 0      | 0           | 0          |
| A. Hegerberg  | 8        | 0       | 0           | 0          | 1            | 1            | 0            | 0            | 0                   | 0                   | 0                   | 0                   | 9        | 1      | 0           | 0          |
| S. Landa      | 2        | 0       | 0           | 0          | 2            | 1            | 0            | 0            | -                   | -                   | -                   | -                   | 4        | 1      | 0           | 0          |
| P. Lázaro     | 21       | 8       | 4           | 0          | 4            | 3            | 0            | 0            | 1                   | 0                   | 0                   | 0                   | 26       | 11     | 4           | 0          |
| E. Linari     | 11       | 2       | 1           | 0          | 5            | 0            | 1            | 0            | -                   | -                   | -                   | -                   | 16       | 2      | 2           | 0          |
| A. Massa      | 0        | 0       | 0           | 0          | 1            | 1            | 0            | 0            | -                   | -                   | -                   | -                   | 1        | 1      | 0           | 0          |
| O. Ohale      | 1        | 0       | 0           | 0          | 2            | 1            | 0            | 0            | -                   | -                   | -                   | -                   | 3        | 1      | 0           | 0          |
| T. Pettenuzzo | 13       | 0       | 2           | 0          | 2            | 0            | 0            | 0            | 1                   | 0                   | 1                   | 0                   | 16       | 0      | 3           | 0          |
| R. Pipitone   | 1        | -1      | 0           | 0          | 0            | 0            | 0            | 0            | -                   | -                   | -                   | -                   | 1        | -1     | 0           | 0          |
| A. Serturini  | 22       | 9       | 0           | 0          | 7            | 3            | 0            | 0            | 1                   | 0                   | 0                   | 0                   | 30       | 12     | 0           | 0          |
| E. Severini   | 5        | 0       | 1           | 0          | 4            | 2            | 0            | 0            | 0                   | 0                   | 0                   | 0                   | 9        | 2      | 1           | 0          |
| A. Soffia     | 19       | 0       | 1           | 0          | 7            | 0            | 0            | 0            | 1                   | 0                   | 0                   | 0                   | 27       | 0      | 1           | 0          |
| A. Swaby      | 22       | 1       | 1           | 0          | 6            | 0            | 1            | 0            | 1                   | 1                   | 0                   | 0                   | 29       | 2      | 2           | 0          |
| L. Thomas     | 22       | 2       | 0           | 0          | 7            | 3            | 0            | 0            | 1                   | 0                   | 0                   | 0                   | 30       | 5      | 0           | 0          |
| M. Zecca      | 0        | 0       | 0           | 0          | -            | -            | -            | -            | -                   | -                   | -                   | -                   | 0        | 0      | 0           | 0          |